# Аль-Джаїш (Ер-Раян)
Спортивний клуб «Аль-Джаїш» або просто «Аль-Джаїш» (араб. نادي الجيش الرياضي) — колишній катарський футбольний клуб з міста Ер-Раян, що виступав у Старз-лізі.

## Історія
Заснований в 2007 році. Спочатку створювався як клуб Збройних сил Катару.
11 квітня 2011 року «Аль-Джаїш» вперше в історії вийшов до вищого дивізіону Катару, обігравши «Аль-Шамаль» з рахунком 4-0. У першому ж сезоні клуб став срібним призером Q-ліги і пробився в азійську Лігу чемпіонів.
По завершенні сезону 2016/17 клуб об'єднався з «Лехвією». Новий клуб, заснований на базі «Лехвії», отримав назву «Аль-Духаїль».

## Клуби-партнери
- Шальке 04[3]

## Досягнення
- Старз-ліга:
  -  Фіналіст (1): 2015/16

- Другий дивізіон Чемпіонату Катару:
  -  Чемпіон (1): 2010/11

- Кубок К-ліги:
  -  Чемпіон (1): 2013

- Кубок наслідного принца Катару:
  -  Володар (2): 2014, 2016

- Кубок зірок Катару:
  -  Володар (1): 2012/13

## Відомі гравці
| - Карім Зіяні - Марконе - Крістіан Бенітес | - Калу Уче - Жирес Кембо Екоко - Сардор Рашидов |

## Тренери
- Мохаммед Аль-Аммарі (2007—2011)
- Періклеш Шамуска (2011—2012)
- Разван Луческу (2012—2014)
- Юсеф Адам (в.о.) (2014)
- Набіл Маалул (2014)
- Абдулкадир Алмогайшаб (в.о.) (2014)
- Сабрі Лямуші (2014—2017)